# Lytorhynchus maynardi
Lytorhynchus maynardi är en ormart som beskrevs av Alcock och Finn 1896. Lytorhynchus maynardi ingår i släktet Lytorhynchus och familjen snokar. Inga underarter finns listade i Catalogue of Life.
Denna orm förekommer i sydöstra Iran, södra Afghanistan och västra Pakistan. Lytorhynchus maynardi lever i sanddyner och den söker ofta skydd vid buskar samt intill annan växtlighet. Individerna gräver i det översta jordlagret. Födan utgörs av ödlor och av leddjur. Arten är nattaktiv. Honor lägger två till fyra ägg per tillfälle.
För beståndet är inga hot kända och hela populationen antas vara stor. IUCN kategoriserar arten globalt som livskraftig.